# Avlång flatbagge
Avlång flatbagge (Grynocharis oblonga) är en skalbaggsart som först beskrevs av Carl von Linné 1758.  Avlång flatbagge ingår i släktet Grynocharis, och familjen flatbaggar. IUCN kategoriserar arten globalt som livskraftig. Arten är reproducerande i Sverige.